# Gonzague Saint Bris
Gonzague Saint Bris (ur. 26 stycznia 1948 w Loches, zm. 8 sierpnia 2017 w Saint-Hymer) – francuski pisarz i dziennikarz.

## Życiorys
Gonzague Marie Joseph Vincent François Saint Bris był synem Huberta Saint-Bris (1915-1979), dyplomaty, absolwenta École nationale d’administration, i Agnès Mame (1924-2020), amatorskiej poetki.
Był kolejno dziennikarzem „La Vigie Marocaine” (1967) w Maroku, a następnie „La Nouvelle République” w Tours (1968), krytykiem literackim, prowadzącym w radio Europe 1 (druga połowa lat 70.), w szczególności kameralny program La ligne, felietonistą „Le Figaro” (1980), założycielem i prowadzącym stację radiową Méga l’O (1981), dyrektorem strategii i rozwoju grupy Hachette Filipacchi Médias (1987–2001), kierownikiem projektów w Ministerstwie Kultury i Komunikacji (1986–1988), dyrektorem i właścicielem magazynu „Femme”. Był też felietonistą „Paris Match”, w tym podczas wydarzeń dotyczących rodzin książęcych lub królewskich, m.in. ślubu księcia Alberta II w 2011 w Monako. Zginął w wypadku drogowym.
Prowadził działalność kulturalną przez prawie czterdzieści lat i był zaangażowany w następujące projekty: Le Nouveau Romantisme, l’Académie Romantique (stworzona z Patrickiem Poivre d’Arvor, Brice Lalonde, Francisem Husterem, Étienne Roda-Gilem i Frédéricem Mitterrandem w 1978), kulturalne filmy, darmowe radio, Marche Balzac, Marche George Sand.
Był autorem blisko czterdziestu książek, w tym « Le Romantisme absolu », przekazów historycznych (« Les Égéries russes » oraz « Je vous aime inconnue ») oraz biografii m.in. Vigny’ego, Dumasa, Balzaca, Flauberta, La Fayette’a.

## Twórczość
- Starcy z Brighton[2].
- Cienie sławy[3].
- Rosyjskie egerie[4].